# Pescatoria wallisii
Pescatoria wallisii är en orkidéart som beskrevs av Jean Jules Linden och Heinrich Gustav Reichenbach. Pescatoria wallisii ingår i släktet Pescatoria och familjen orkidéer. Inga underarter finns listade i Catalogue of Life.

## Bildgalleri

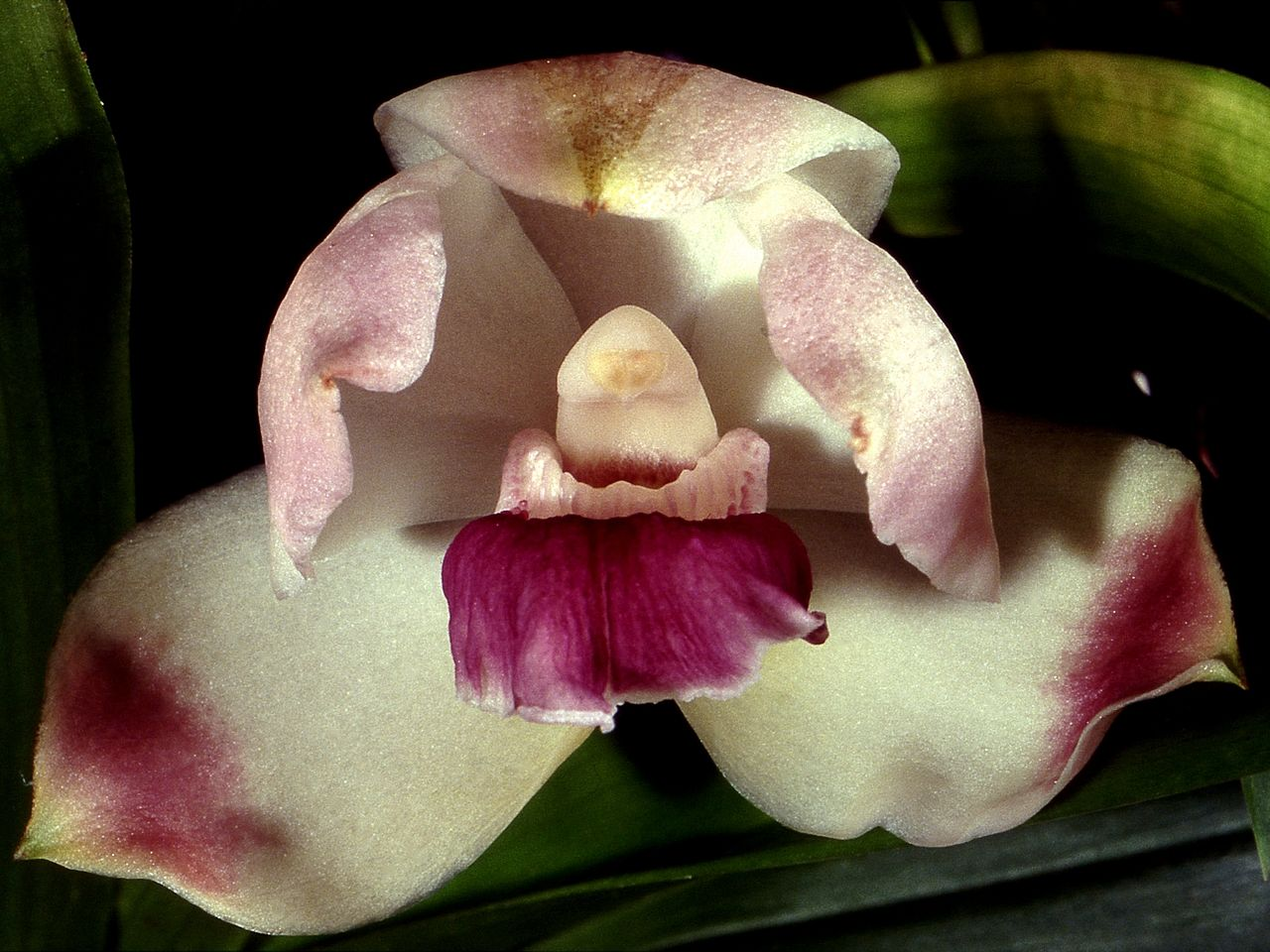